# Bán Tibor (katona)
Bán Tibor (Rákospalota, 1918. – Újpest, 1945. január 10.) péksegéd, partizán.

## Életpályája
Korán árvaságra jutott, lelencházban nevelkedett. Újpesten lett pékinas, péksegédként került kapcsolatba a szervezett munkásokkal. 1944–45-ben az ellenállási mozgalomban harcolt. 1944-ben megszökött a katonaságtól, és beállt az újpesti partizánokhoz.
Az újpesti Kassai utcai nyilasház elleni sikeres akció alkalmával vesztette életét, tévedésből saját társai lőtték le.

## Emlékezete
Nevét Újpesten, 1945 és 1991 között utca viselte (ma Kassai utca). Ugyancsak Újpesten, a Király utca 40. számú ház falán 1947-től emléktábla örökítette meg emlékét (Kocsis András műve). Ez az Újpesti helytörténeti gyűjteménybe került.

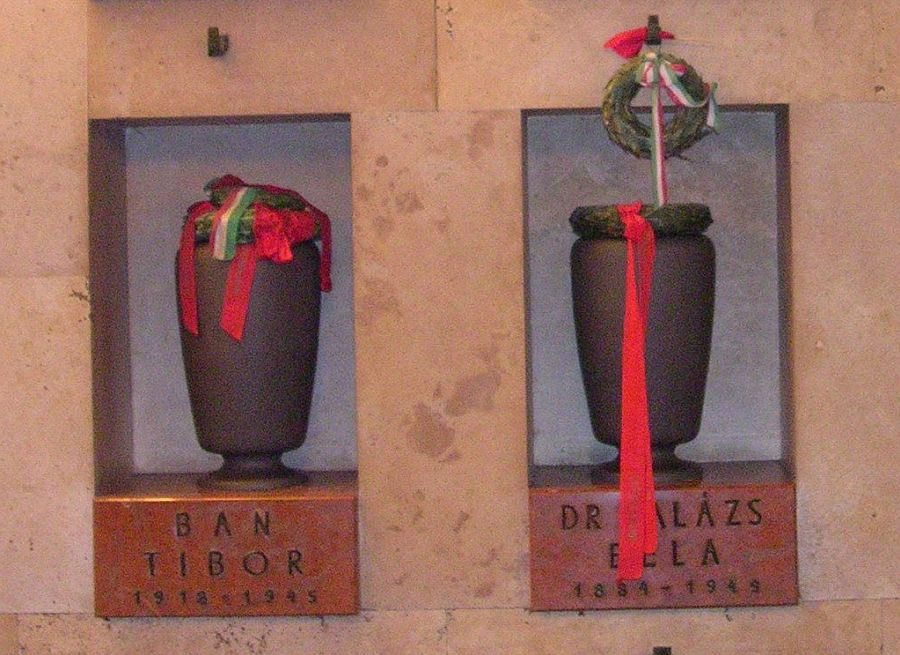
Urnája a Fiumei úti sírkertben lévő Munkásmozgalmi Panteonban, 2005-ben

### Lexikonok
- Magyar életrajzi lexikon I-II. Főszerk. Kenyeres Ágnes. Bp., Akadémiai Kiadó, 1967-1969.
- A magyar antifasiszta ellenállás és partizánmozgalom. Főszerk. Liptai Ervin. Bp., Kossuth, 1987.
- Újpesti életrajzi lexikon. Összeáll. Kadlecovits Géza. Bp., Újpesti Városvédő Egyesület, 1998.

### Könyvek
- Földes Mihály: Újpesti partizánharcok. Bp., 1945.
- Egy újpesti partizán. In A magyar szabadságért. A Magyar Kommunista Párt vértanúi. Bp., 1946, Szikra, 132–133. o.
- Gárdos Miklós: Azon az őszön... Krónika a magyarországi partizánharcokról. Budapest, 1956, Ifjúsági Kiadó, 183. o.
- Gárdos Miklós: Írás a falon. Magyarország a második világháborúban. Budapest, 1962, Móra Kiadó, 429. o.
- Gárdos Miklós: Az újpestiek. In Hősök voltak... Elbeszélések a magyar munkásmozgalom történetéből. Budapest, 1960, Móra Kiadó, 477-494. o.
- Péntek Gyula: Beszélők kövek. Budapest munkásmozgalmi emlékeiből. Budapest, 1960, Nyomdaipari Tanulóintézet, 52-53. o.

### Cikkek
- A harmincéves párt és egy újpesti partizánhős (Igaz Szó, 1948. nov. 17.);
- Gárdos Mariska: Szabadulás (Szabad Ifjúság, 1956, febr. 5.)